# 唐山南站
唐山南站（1996年以前称唐山站）位于河北省唐山市路南区车站路，1882年唐胥铁路建成后开通客运，成为中国首个铁路客运站，1894年（一说1907年）移至现址，1976年在唐山大地震中损毁，1983年重建完毕。

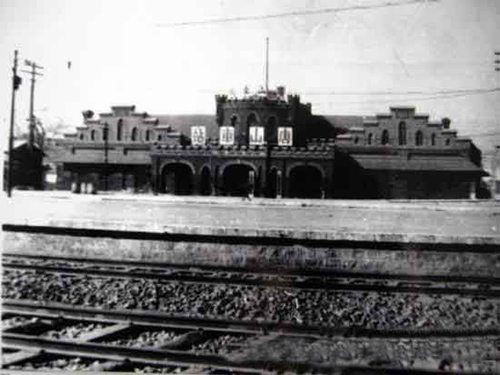
1907年时的老站房

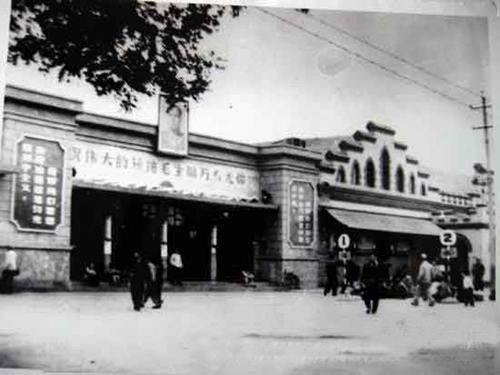
1966年时的老站房

唐山南站曾是唐山的主要铁路客运站，其客运功能于1996年因京山铁路压煤改线被新唐山站（原唐山西站）取代。目前经过唐山南站的铁路只有七滦铁路（压煤改线前的京山铁路老线）和唐遵铁路，站内除少量货运列车之外还有一班贾庵子至古冶的路用通勤列车。电影《唐山大地震》和《归来》也曾在该站取景。
2018年1月18日复站办理客运业务。2023年7月1日起，唐山南站至古冶站列车停运，唐山南站无客运列车停靠。

## 运营状况
2018年1月18日，七滦铁路唐山南站至古冶段区间重新开行旅客列车。该段铁路每天开行10趟旅客列车，旅客乘坐列车从古冶站到唐山南站只需21分钟，比乘坐公交车节省约1小时。自2023年7月1日起，以下列车全部停运。
| 时刻表 | 时刻表        | 时刻表      | 时刻表 | 时刻表      | 时刻表        |
| 始发   | 始发          | 始发        | 终到   | 终到        | 终到          |
| 车次   | 开点          | 到点        | 车次   | 开点        | 到点          |
| ------ | ------------- | ----------- | ------ | ----------- | ------------- |
| K7651  | 7:10唐山南开  | 7:36古冶到  | K7652  | 7:55古冶开  | 8:21唐山南到  |
| K7653  | 12:30唐山南开 | 12:56古冶到 | K7654  | 13:30古冶开 | 13:56唐山南到 |
| K7655  | 14:30唐山南开 | 14:56古冶到 | K7656  | 15:30古冶开 | 15:56唐山南到 |
| K7657  | 16:30唐山南开 | 16:56古冶到 | K7658  | 17:50古冶开 | 18:16唐山南到 |
| K7659  | 18:50唐山南开 | 19:16古冶到 | K7660  | 19:50古冶开 | 20:16唐山南到 |

## 下辖车站
唐山南站为北京局集团下辖的直属车站，原名唐山车站。2013年接管唐山车务段管辖部分车站并更名唐山南站。唐山南站管辖津山线、七滦线、唐遵线、唐呼线、迁曹线、唐曹线、曹妃甸港线、南堡线唐山境内及天津芦汉地区的部分车站。其中一等站2个、二等站1个、三等站4个、四等站21个、线路所2个（曹庄子线路所、永兴线路所）：
- 津山铁路：茶淀站、汉沽站、芦台站、田庄站、七道桥站、丰南站、杨家口站、唐山东站
- 七滦铁路：七道桥站、胥各庄站、唐山南站、开平站、洼里站
- 唐遵铁路：唐山南站、贾庵子站、崔马庄站
- 唐包铁路：唐海站、丰南南站、唐山西站、丰润西站、团瓢庄站
- 唐曹铁路：七道桥站、南堡北站、唐海南站、曹妃甸东站
- 曹妃甸港线：曹妃甸港站、曹妃甸站、曹妃甸南站
- 南堡铁路：白庄站、傅庄站、南堡站

## 車站周邊
- 河北渔船检验局唐山检验处
- 唐山南站文体活动中心
- 唐山肝病研究所
- 平安路小学

## 外部連結
- 中国铁路客户服务中心（页面存档备份，存于）